# Friedrich Stavenhagen

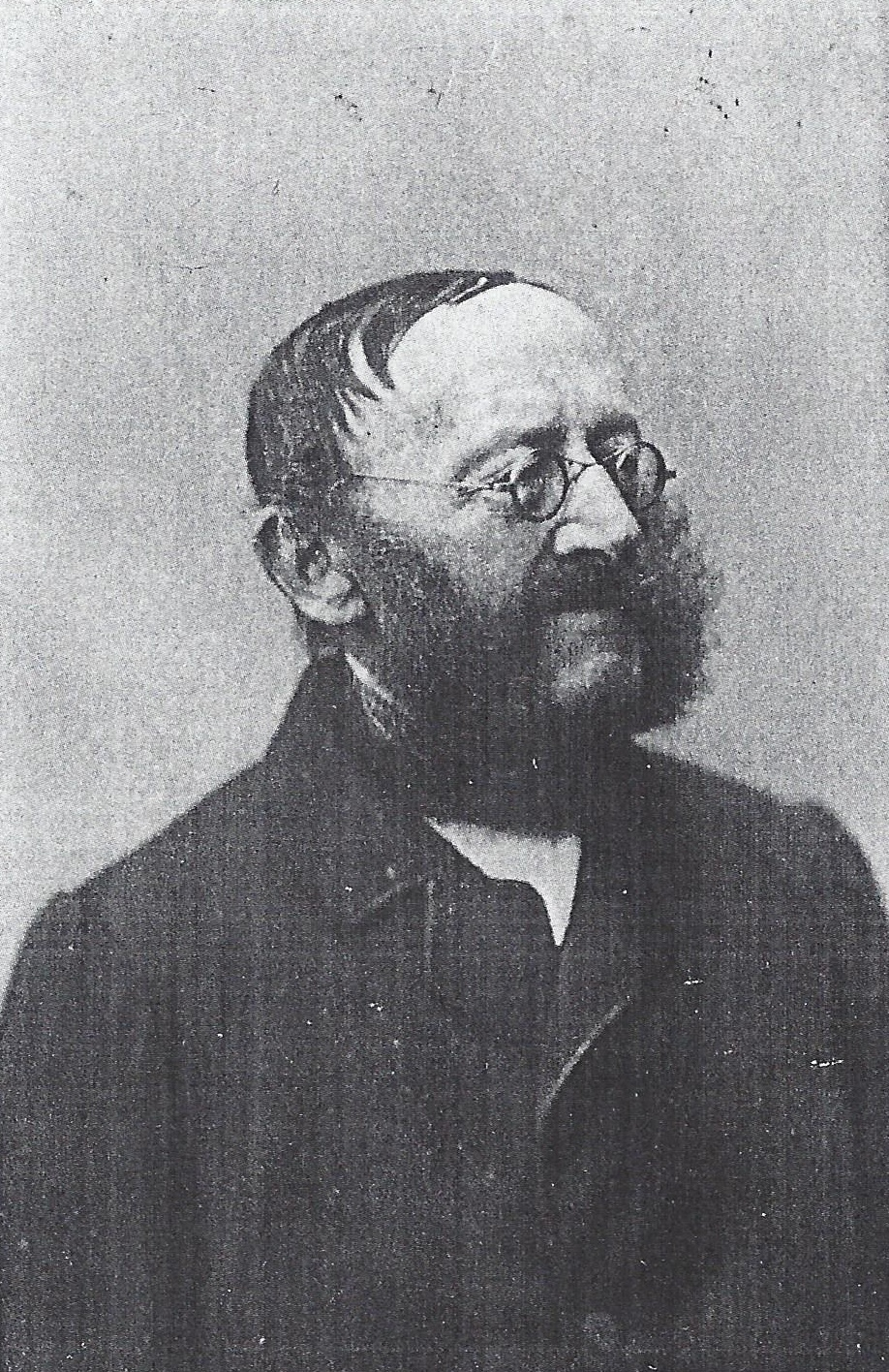
Friedrich Stavenhagen

Friedrich Karl Leopold Stavenhagen (* 8. März 1796 in Halle an der Saale; † 30. März 1869 in Berlin) war ein preußischer Generalmajor und Politiker.

## Leben

### Familie
Er war der Sohn des Senators Johann Friedrich Stavenhagen und dessen Ehefrau Luise Amalie, geborne Dreßler.

### Militärkarriere
Stavenhagen besuchte das Gymnasium in Stettin. Im Februar 1813 trat er als Freiwilliger in das 1. Pommersche Infanterie-Regiment der Preußischen Armee ein und nahm an den Befreiungskriegen teil. Für sein Wirken in der Schlacht bei Ligny wurde er mit dem Eisernen Kreuz II. Klasse ausgezeichnet. Im weiteren Verlauf seiner Militärkarriere war Stavenhagen Lehrer an verschiedenen Divisionsschulen und wurde als Oberst im Februar 1846 Chef des Kriegstheaters im Großen Generalstab. Am 26. Juni 1849 wurde er als Generalmajor mit Pension zur Disposition gestellt.

### Politische Laufbahn
1848/49 war Stavenhagen Mitglied der Frankfurter Nationalversammlung. Von 1859 bis zu seinem Tod war er Mitglied des Preußischen Abgeordnetenhauses, dessen Vizepräsident er von 1866 bis 1867 und dessen Alterspräsident er 1867 war. Von 1867 bis zu seinem Tod war er außerdem Abgeordneter des Wahlkreises Merseburg 4 (Halle, Saalkreis) im Reichstag des Norddeutschen Bundes. Hierdurch war er auch von 1868 bis zu seinem Tod Mitglied des Zollparlaments. Er gehörte der Nationalliberalen Partei an.